# Дэйлор, Брэнн
Брэнн Тимоти Дэйлор (англ. Brann Timothy Dailor; род. 19 марта 1975, Рочестер, Нью-Йорк, США) — барабанщик и один из трёх вокалистов Mastodon, американской хэви-метал группы из Атланты (штат Джорджия).
Его стиль — симбиоз прогрессивного рока и джазовых ритмов. Как полагают, он является одним из самых техничных и самых захватывающих современных барабанщиков. Многие описывают его стиль как «организованный хаос». Его стиль является полиритмичным и очень плотным — тяжелым, редко использует обычные методы и общие рок-биты.
Дэйлор заявлял в интервью, что одни из его любимых альбомов — Stevie Wonder «Songs in the Key of Life» и Genesis «The Lamb Lies Down on Broadway».
Многие предсказывают, что он проявит себя как ведущий рок-барабанщик за следующие несколько лет, поскольку Mastodon достигает большего успеха. Дейв Грол заявлял, что Дэйлор является в настоящее время лучшим барабанщиком в мире.
Брэнн Дэйлор также выступал на the Modern Drummer Festival 2006 и в 2007 PASIC — Колумбус, Огайо.
Его голос чётко выражен (солирует) в таких песнях, как: Oblivion (2009), Curl of the Burl (2011), The Hunter (2011), Dry Bone Valley (2011), The Sparrow (2011), The Motherload (2014), Show Yourself (2017), Steambreather (2017), Roots Remain (2017), Word to the Wise (2017), Ancient Kingdom (2017). Часто, с времен альбома «Crack the Skye» (2009), можно услышать его подпевающим в песнях.
С 2015 года является барабанщиком и полноценным вокалистом в собственном сольном прогрессив-синт-проекте Arcadea, образованном вместе с гитаристом группы Zruda Кори Атомсом и гитаристом Рахимом Амлани.